# 维克托·斯图卡林
维克多·费奥多罗维奇·斯图卡林（俄语：Ви́ктор Фёдорович Стука́лин，1927年7月27日—2016年12月26日），是苏联的外交官，曾担任苏联外交部副部长、驻希腊大使。